# Maribo
Maribo foi um município da Dinamarca, localizado na região sul, no condado de Storstrom. O município detinha uma área de 154 km² e uma  população de 11 028 habitantes, segundo o censo de 2004.
A partir de 1 de Janeiro de 2007, com a entrada em vigor da reforma administrativa, o município foi suprimido juntamente com os municípios de Holeby, Nakskov, Højreby, Ravnsborg, Rudbjerg e Rødby, para dar lugar ao recentemente constituído município de Lolland, na região de Zelândia.